# 금융상품
금융상품(金融商品, Financial product, Financial instrument)은 정기예금, 정기적금, 투자신탁, 대출, 파생상품, 연금상품 등을 말한다.

## 같이 보기
- 파생금융상품